# SuperTux
SuperTux – komputerowa gra platformowa stworzona przez Tobiasa Glaessera w 2003 roku. Autor czerpał inspirację do gry z Super Mario Bros., jednak zamiast hydraulikiem gracz porusza się pingwinem. SuperTux składa się z kilkudziesięciu etapów, a na gracza czekają liczni przeciwnicy do pokonania. Dodatkowo każdy może tworzyć własne etapy dzięki edytorowi poziomów Flexlay.
Na początku roku 2005 SuperTux został przeniesiony z serwisu SourceForge do BerliOS, ponieważ część zespołu preferowała stosowanie systemu kontroli Subversion zamiast CVS.